# Microhyla fissipes
Microhyla fissipes é uma espécie de anfíbio anuro da família Microhylidae.

## Distribuição
Pode ser encontrado na Ásia, em Camboja, China, Hong Kong; Indonésia, Macau, Malásia, Singapura, Taiwan, Tailândia, Vietnã. Ocorre entre altitudes de 0 a 2.000 metros.
Esta espécie ocupa uma série de tipos de habitat, incluindo matagal de várzea, pastagens, terras agrícolas, pastagens e áreas urbanas. Tem hábito subfossorial e também é encontrado na serapilheira do chão da floresta. É principalmente uma espécie noturna que só é ativa durante o dia durante a estação chuvosa.

## Descrição
Microhyla fissipes é uma rã de corpo esguio com o comprimento médio do macho de 22,5 mm e da fêmea de 25 mm. Tem um focinho truncado que é um pouco mais longo que o diâmetro do olho. 
A pele do dorso é lisa a um tanto tuberculosa, e existem pequenas verrugas nos flancos. O ventre é liso com exceção da região anal, que é granular. Os machos têm uma dobra do saco vocal moderadamente distinta no peito.